# Aitchisoniella himalayensis
Aitchisoniella himalayensis är en bladmossart som beskrevs av Shiv Ram Kashyap. Aitchisoniella himalayensis ingår i släktet Aitchisoniella och familjen Exormothecaceae. IUCN kategoriserar arten globalt som starkt hotad. Inga underarter finns listade i Catalogue of Life.